# جمعیت (زیست‌شناسی)

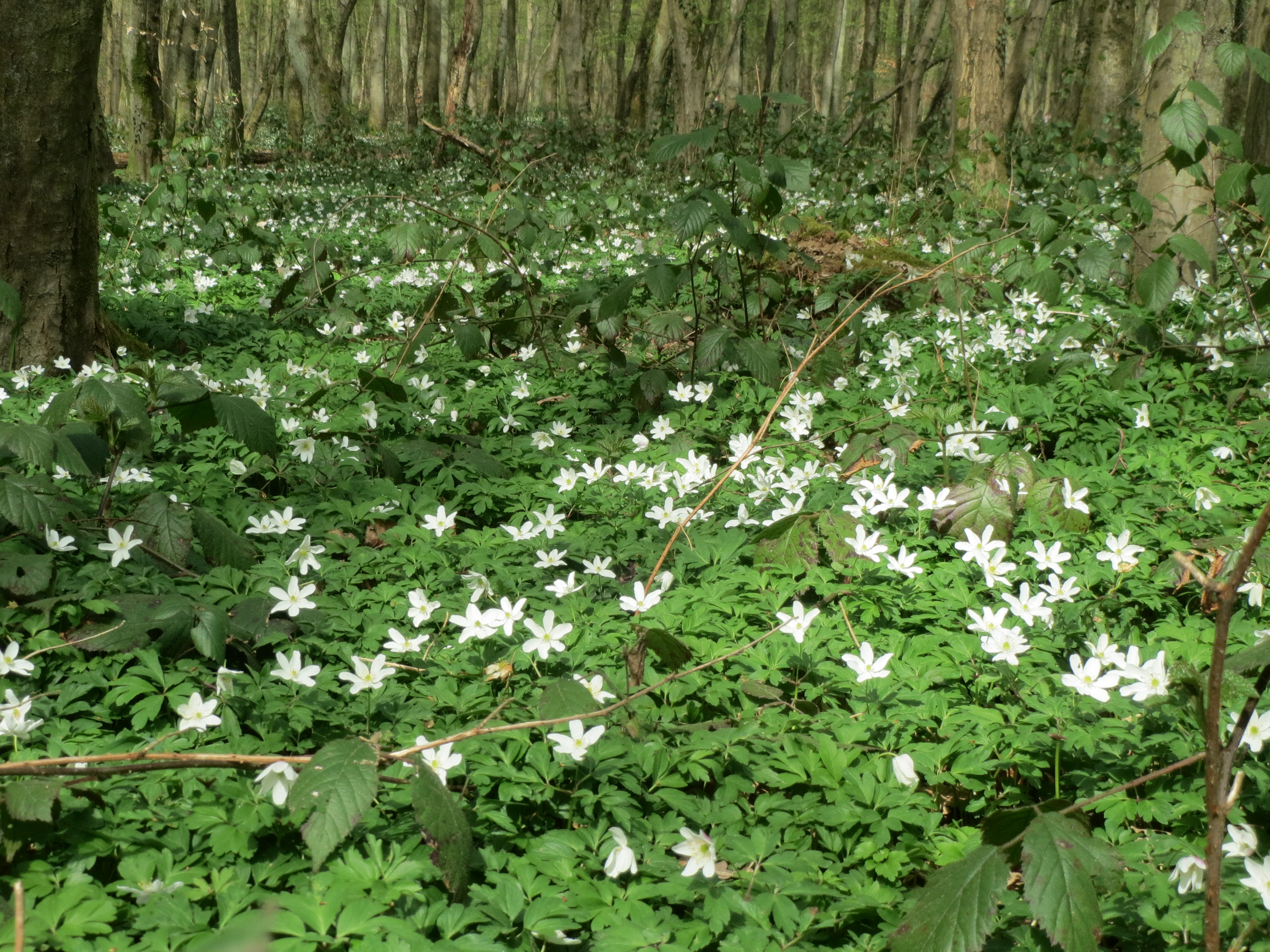
جمعیت

در زیست‌شناسی، جمعیت به کل موجودات همان گروه یا گونه گفته می‌شود که در منطقه‌ای جغرافیایی خاص زندگی می‌کنند و قادر به تولید مثل و تناسل باشند.